# Anton Lutz (Maler)
Anton Lutz (* 19. Februar 1894 in Prambachkirchen; † 2. Mai 1992 in Linz) war ein österreichischer Maler.

## Leben

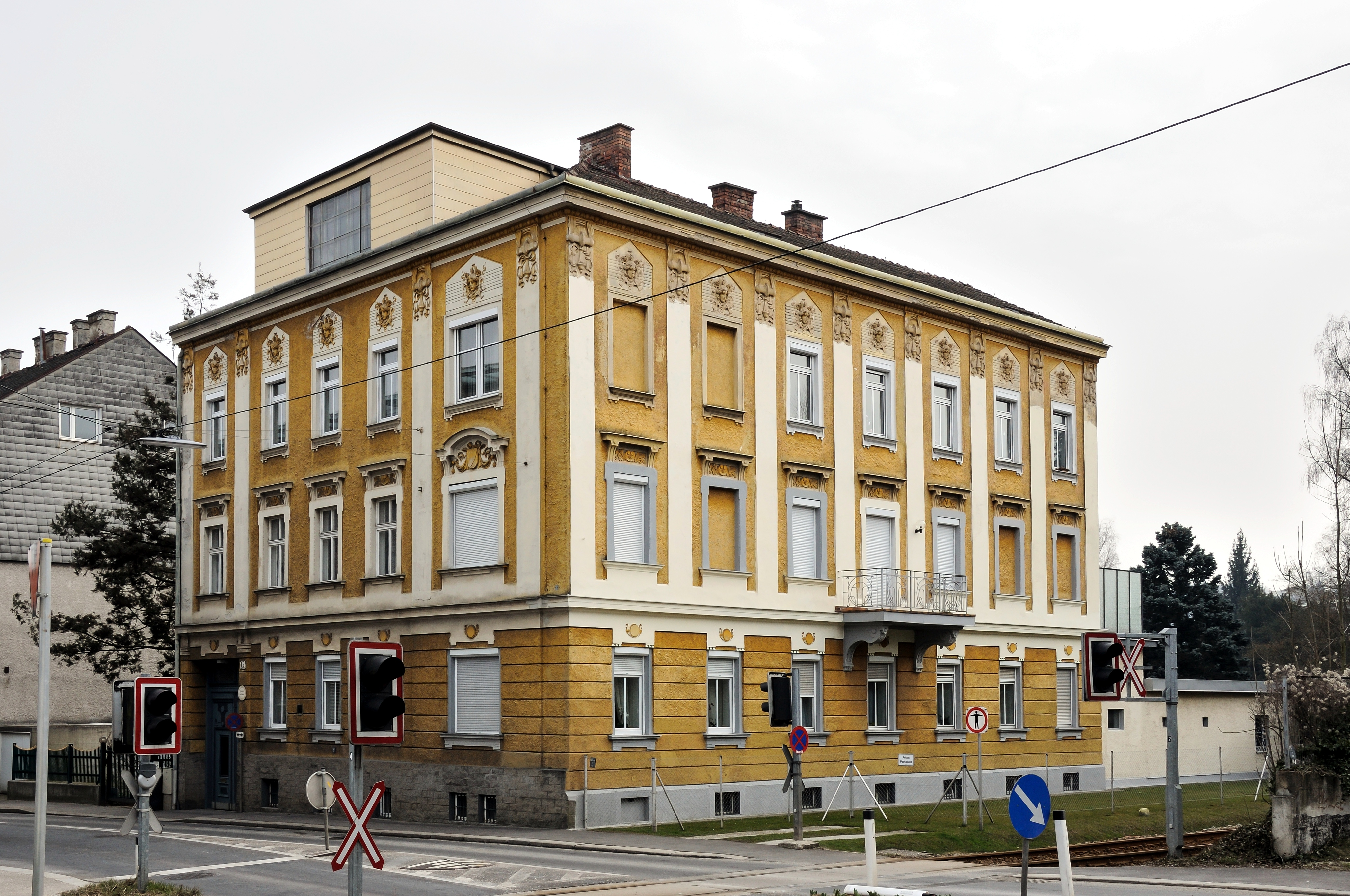
Im Dachgeschoss des Gebäudes in Linz, Hagenstraße 19 ließ Anton Lutz 1939 ein Atelier einrichten

Lutz wurde als dreizehntes Kind von Schulleiter Otto Lutz (* 18. Februar 1843 in Obernberg am Inn) und Antonia Lutz (* 1. April 1855 in Waizenkirchen) geboren. Als sein Vater 1903 starb, übersiedelte die Mutter mit zwölf Kindern in den heutigen Linzer Stadtteil Urfahr. Anton Lutz besuchte bis 1908 die Volksschule in Urfahr und erhielt hier ersten Zeichenunterricht.
Von 1909 bis 1913 besuchte er die kaiserlich königliche (k.k.) Lehrerbildungsanstalt in Linz; im selben Jahr stellte er seine Werke erstmals aus und beteiligte sich gemeinsam mit Franz Brosch, Klemens Brosch, Heinz Bitzan und Franz Sedlacek an der Gründung der Linzer Künstlervereinigung MAERZ.
1914 trat er eine Stelle als Lehrer an, sein Militärdienst (Erster Weltkrieg) endete 1918 und danach war er wiederum bis 1939 als Volksschullehrer tätig. 1922 heiratete er Therese Rieder. Im selben Jahr begann er eine künstlerische Ausbildung in München bei Constantin Gerhardinger und Heinrich Knirr, die 1923 endete. 1926 wurde Tochter Ilse geboren; sie heiratete Karl Leitl und ist die Mutter des österreichischen Politikers Christoph Leitl.
1935 erhielt Lutz seine erste Einzelausstellung. Das Amt des Präsidenten des Oberösterreichischen Kunstvereines bekleidete er von 1934 bis 1938. Am 1. Juni 1938 beantragte er die Aufnahme in die NSDAP und wurde rückwirkend zum 1. Mai desselben Jahres aufgenommen (Mitgliedsnummer 6.309.510). Von 1939 bis 1943 leistete er Kriegsdienst im Zweiten Weltkrieg. 1948 nahm er wieder das Präsidentenamt an und übte es bis 1963 aus, bis er als Ehrenpräsident in den Vorstand wechselte.
1991 starb seine Frau Therese und im Jahr darauf er selbst.

## Werk
Das Frühwerk ist durch Secession und Impressionismus geprägt. Zweiterer bleibt bis Mitte der 1930er Jahre bestimmend. Danach treten Motive des Realismus und der Neuen Sachlichkeit in den Vordergrund. Im Spätwerk (ab 1950) widmete er sich verstärkt der Abstraktion. Lutz thematisierte besonders Phänomene des Lichts und wird deshalb auch „Meister des Lichts“ genannt.  Seine Schaffensperiode reichte bis 1988. In dieser Zeit entstand das letzte Ölbild.

## Auszeichnungen
- 1924 Geldpreis des Bundesministeriums für Unterricht (1.000.000 Kronen)
- 1926 Ehrenpreis des Oberösterreichischen Kunstvereines
- 1931 Staatspreis des Bundesministeriums für Unterricht
- 1934 Staatspreismedaille
- 1952 Preis der Stadt Linz
- 1969 Verleihung des Professorentitels durch den Bundespräsidenten
- 1974 Österreichisches Ehrenkreuz für Wissenschaft und Kunst
- 1978 Österreichisches Ehrenkreuz für Wissenschaft und Kunst I. Klasse
- 1979 Kulturmedaille der Stadt Linz
- 1983 Goldenes Ehrenzeichen des Landes Oberösterreich
- 1989 Ehrenring der Stadt Linz